# Knezdol
Knezdol este o localitate din comuna Trbovlje, Slovenia, cu o populație de 222 de locuitori.